# Gone Troppo
Gone Troppo é um álbum de estúdio do cantor e compositor George Harrison, lançado em 1982.
Recebeu críticas mistas a negativas e foi o último álbum do artista em cinco anos, durante o qual se afastou de sua carreira musical para se concentrar em outras atividades.

## Faixas
Todas as músicas compostas por George Harrison, exceto onde anotadas.
1. "Wake Up My Love" – 3:34
2. "That's the Way It Goes" – 3:34
3. "I Really Love You" (Leroy Swearingen) – 2:54
4. "Greece" (Instrumental) – 3:58
5. "Gone Troppo" – 4:25
6. "Mystical One" – 3:42
7. "Unknown Delight" – 4:16
8. "Baby Don't Run Away" – 4:01
9. "Dream Away" – 4:29
10. "Circles" – 3:46